# Список имён советского происхождения
| А Б В Г Д Е Ж З И К Л М Н О П Р С Т У Ф Х Ц Ч Ш Э Ю Я |

Список имён советского происхождения — список личных имён, появившихся в языках народов СССР, например в русском, татарском и украинском языках, после Октябрьской революции 1917 года в период расцвета в Советском Союзе моды на неологизмы и аббревиатуры. Многие из подобных имён встречаются только в списках «советских имён», фольклоре или художественных произведениях, и нет подтверждений, что они реально давались детям.

### А
- Аванга́рд — от нарицательного существительного (см. Авангард); появилось в 1930-е годы[2].
  - Леонтьев, Авангард Николаевич — актёр.
  - Федотов, Авангард Алексеевич — музыкальный педагог.
- Авиа́ция — от нарицательного существительного (см. Авиация)[5].
- Авиэ́тта — от фр. aviette, авиетка[6].
- Ави́я — от морфемы авиа (то есть относящийся к авиации)[6].
- Авксо́м(а) — от обратного прочтения слова Москва[1].
- Авро́р(а) — по названию крейсера «Аврора»[1].
- Авро́рий — по названию крейсера «Аврора»[6].
- Автодо́р — от сокращённого названия «Общества содействия развитию автомобилизма и улучшению дорог»[2].
- Аги́т — от сокращённого нарицательного существительного (см. Агитация)[6].
- Агитпро́п — от сокращённого названия (до 1934 года) Отдела агитации и пропаганды при ЦК ВКП(б)[2].
- А́дий — от усечения некоторых традиционных мужских имён (ср. Геннадий, Аркадий)[6].
- Аза́лия — от названия красивоцветущего растения (см. Азалия)[6]
  - Лихитченко Аза (Азалия) Владимировна — диктор.
- Аи́да — от имени главной героини одноимённой оперы Дж. Верди[6].
  - Аюпова, Аида Каримовна — скрипачка.
  - Ведищева, Аида Семёновна — советская и американская певица.
  - Зябликова, Аида Петровна — режиссёр-мультипликатор.
  - Манасарова, Аида Ивановна — кинорежиссёр, сценарист, композитор.
- Аи́р — по инициалам А. И. Рыкова, второго после Ленина председателя Совнаркома СССР[7].
- Акаде́ма — от нарицательного существительного (см. Академия)[8]
- Алда́н — от топонима Алдан[6].
- Алгебри́на — от алгебра[2].
- Алле́гро (муж.), Алле́гра (жен.) — от музыкального термина (см. Аллегро)[6].
- Алта́й — от топонима Алтай[1].
- А́льфа — от названия буквы греческого алфавита (см. Альфа)[9].
- Ампе́р — от физической единицы измерения (см. Ампер)[6].
- Аму́р — от топонима Амур[1].
- Ангара́ — от топонима Ангара[6].
- Анжела — по имени американской правозащитницы Анджелы Дэвис; было распространено в 1970-е годы.
- Апрели́н(а) — от названия месяца апрель[6].
- Арара́т — от топонима Арарат[1].
- Арге́нт — от лат. argentum (серебро)[6].
- А́рия — от нарицательного существительного (см. Ария)[1].
- Арлеки́н — от нарицательного существительного (см. Арлекин)[6].
- Арле́н(а) — от сокращения словосочетания «Армия Ленина». Омонимично имени кельтского происхождения Арлен[9].
  - Ильин, Арлен Михайлович — доктор физико-математических наук, академик РАН.
  - Блюм, Арлен Викторович — библиограф, историк цензуры в СССР.
  - Толстоногов, Арлен Петрович — профессор СГАУ[10].
- Ассо́ль — от имени главной героини повести А. Грина «Алые паруса»[6].
  - Сливец, Ассоль Витальевна — российская фристайлистка, до 2011 года выступавшая за Белоруссию.
- А́стра — от греч. αστερ — звезда[1].
  - Абрамян, Астра Семеновна — армянская советская актриса.
- Астре́ла — от греч. αστερ — звезда[6].
- Атеи́ст — от нарицательного существительного (см. Атеизм), появилось в 1930 году.[2]
- Аэли́та — имя главной героини одноимённой повести А. Н. Толстого (1922; экранизирована в 1924 году), ставшее личным именем[1].
- Аян — от топонима Аян[6].
  - Шарапова, Арина Аяновна — журналистка и телеведущая.

### Б
- Баррика́да, Баррика́д — от нарицательного существительного (см. Баррикада)[8].
  - Замышляев, Баррикад Вячеславович — учёный
- Ба́ам — сокращение от Байкало-Амурская Магистраль
- Бе́лая Ночь — сложносоставное имя, от понятия белые ночи[1].
- Берёза — от нарицательного существительного (см. Берёза)[1].
- Бе́та — от названия буквы греческого алфавита (см. Бета)[9].
- Бонапарт — от фамилии Наполеона Бонапарта[9].
- Боре́ц — от нарицательного существительного[2].
- Босфо́р — от топонима Босфор[6].
- Бриллиант — от названия драгоценного камня бриллиант[8].
- Будёна — от фамилии С. М. Будённого[7].
- Бунта́рь — от нарицательного существительного[2].

### В
- Вана́дий — от названия химического элемента ванадий[1].
- Ванце́тти — от фамилии итало-американского рабочего-анархиста Бартоломео Ванцетти (см. Сакко и Ванцетти)[7].
  - Даниелян, Ванцетти Амирджанович — армянский советский кинорежиссёр.
- Варле́н(а) (Великая армия Ленина)
  - Колбановский, Варлен Викторович — социолог и философ[11]
- Ве́ктор — от сокращения лозунга «Великий коммунизм торжествует» или от математического термина вектор[12].
- Велиор — от сокращения словосочетания «Великая Октябрьская революция»[13].
  - Шабанский, Велиор Петрович — доктор физико-математических наук, опубликовал свыше 100 научных трудов, лауреат Ломоносовской премии, руководитель лаборатории в НИИ ядерной физики МГУ.
- Велир(а) — от сокращения словосочетания «великий рабочий»[13].
- Вемир(а) — от сокращения словосочетания «Великая мировая революция».
  - Хачикян, Вемир Владимирович — армянский советский актёр.
- Веор — от сокращения словосочетания «Великая Октябрьская революция»[12].
- Весна́ — от названия времени года (см. Весна)[6].
- Видле́н(а) — от сокращения словосочетания «великие идеи Ленина»[12]
- Вил(а) — от инициалов имени, отчества и фамилии Владимир Ильич Ленин[6][1].
  - Мирзаянов, Вил Султанович — учёный-химик, политик.
  - Романовский, Вил Владимирович — ветеран ВОВ, майор.[14]
- Виле́н(а) — сокращение от Владимир Ильич Ленин[2]. Мужское имя Вилен, заимствованное из русского, также известно в татарском языке[15].
- Вилени́н(а) — от инициалов и фамилии Владимир Ильич Ленин[1].
  - Коровицын, Владимир Виленинович — композитор, город Ярославль.
- Виленор(а) — от сокращения лозунга «В. И. Ленин — отец революции»[16].
- Вилеор (В. И. Ленин, Октябрьская революция или В. И. Ленин — организатор революции)[17]
- Вилиан — от сокращения словосочетания «В. И. Ленин и Академия наук»[12].
- Виливс — от инициалов имени, отчества и фамилии Владимир Ильич Ленин и Иосиф Виссарионович Сталин.
- Ви́лий, Ви́лия — от инициалов имени, отчества и фамилии Владимир Ильич Ленин[6].
  - Горемыкин, Вилий Петрович — кинооператор.
  - Карпенко, Вилий Иванович — участник Великой Отечественной войны, Герой Советского Союза.
- Вилиор — от сокращения словосочетания «Владимир Ильич Ленин и Октябрьская Революция»[16].
  - Сазонов, Вилиор Павлович — советский и российский учёный в области электровакуумной СВЧ-электроники.
  - Осадчий, Станислав Вилиорович — Чрезвычайный и полномочный посол РФ в Австрии[18].
  - Баженова, Галина Вилиоровна — сотрудник администрации Красногвардейского района Санкт-Петербурга[19].
- Вилич — сокращение от имени и отчества Владимир Ильич[16].
- Виллен(а) — сокращение от Владимир Ильич Ленин.
  - Новак, Виллен Захарович — советский и украинский кинорежиссёр.
- Вилло́р — от лозунга «Владимир Ильич Ленин — Лидер Октябрьской Революции».
- Вило́р(а) — от лозунга «Владимир Ильич Ленин — Организатор Революции»[2]. Заимствованное из русского, имя также известно в татарском языке[3].
  - Чекмак, Вилор Петрович — юный герой-партизан, участник Обороны Севастополя.
  - Струганов, Вилор Викторович — криминальный авторитет, известен под прозвищем «Паша-Цветомузыка»[20].
  - Кузнецов, Виллор Петрович — актёр[21].
- Вилорг — от словосочетания «Владимир Ильич Ленин — организатор»[2].
- Вилорд — от сокращения лозунга «Владимир Ильич Ленин — организатор рабочего движения»[13].
  - Дорохин, Владимир Вилордович — полярник[22]
- Вилорий (Вилория) — то же, что Вилор(а)[2].
  - Бусловский, Вилорий Вилорьевич — герой Чеченской войны.
  - Пак, Вилорий Викторович — заслуженный тренер Республики Казахстан, старший тренер национальной сборной Казахстана.
  - Пащенко, Вилорий Иванович[укр.] — советский и украинский актёр.
  - Вилорий Петрович Угаров — глава администрации Уфимского района, Республики Башкортостан
- Вилорик — от сокращения лозунга «В. И. Ленин — освободитель рабочих и крестьян»[16].
  - Русакова, Влада Вилориковна — бывший член Правления ОАО Газпром.
  - Дистель, Вилорик Андреевич — стоматолог, кандидат медицинских наук, профессор Российской Академии Естествознания[23], автор учебного пособия «Избранные лекции по ортодонтии»[24].
- Вилуза — от сокращения словосочетания «Владимира Ильича Ленина-Ульянова заветы». Заимствованное из русского, имя также известно в татарском языке[3].
- Виль — по инициалам В. И. Ленин[2]. Заимствованные из русского, имена также известны в татарском языке[3].
  - Галиакбаров, Виль Файзулович — учёный, изобретатель[25].
  - Головко, Виль Васильевич — артист цирка.
  - Липатов, Виль Владимирович — писатель.
  - Чудновский, Виль Эммануилович — учёный-психолог, профессор[26].
  - Жукова, Лекха Вильевна — кандидат исторических наук, доцент исторического факультета МГУ им. М. В. Ломоносова[27].
- Вильдан — от рус. Владимир Ильич Ленин и баш. дан (в переводе — «слава Владимиру Ильичу Ленину»). Башкирское имя
- Вильнур — от рус. Владимир Ильич Ленин и тат. нуры (в переводе — «свет Владимира Ильича Ленина»). Татарское имя[3].
- Ви́льсон — от распространённой английской фамилии Вильсон (Уилсон)[6].
- Вильсор — от сокращения лозунга «Владимир Ильич Ленин — создатель Октябрьской революции». Заимствованное из русского, имя также известно в татарском языке[3].
- Ви́льямс — от распространённой английской фамилии Вильямс[6].
- Вилюр(а) — имя имеет несколько вариантов расшифровки: от сокращения словосочетаний «Владимир Ильич любит рабочих»[3], «Владимир Ильич любит Россию»[12] или «Владимир Ильич любит Родину»[16]. Заимствованные из русского, имена также известны в татарском языке[3].
- Винун — от сокращения лозунга «Владимир Ильич не умрет никогда»[16].
- Виоле́н(а) — от сокращения словосочетания «Владимир Ильич, Октябрь, Ленин»[6].
- Виоре́л — от сокращения словосочетания «Владимир Ильич, Октябрьская революция, Ленин»[7]. Созвучно молдавскому имени Виорел.
- Вист — от сокращения словосочетания «великая историческая сила труда»[13].
- Вити́м — от топонима Витим[6].
- Виулен(а) — от сокращения имени, отчества, фамилии и псевдонима Владимир Ильич Ульянов-Ленин[7].
- Владиле́н(а) — от сокращения имени, отчества и фамилии Владимир Ильич Ленин[2]. Фонетические варианты — Владели́н, Владели́на.[6]
  - Летохов, Владилен Степанович — физик.
  - Машковцев, Владилен Иванович — поэт, писатель-фантаст, публицист.
  - Соломин, Владилен Харитонович — архитектор.
  - Хомяков, Владилен Павлович — лётчик-испытатель.
  - Гольдин, Александр Владиленович — шахматист.
  - Кириенко, Сергей Владиленович — политик.
- Владиль — от сокращения имени, отчества и фамилии Владимир Ильич Ленин[2].
- Владле́н(а) — от сокращения имени и фамилии Владимир Ленин[2]. Мужское имя Владлен, заимствованное из русского, также известно в татарском языке[3].:
  - Бахнов, Владлен Ефимович — поэт, журналист, драматург, сценарист.
  - Бирюков, Владлен Егорович — актёр.
  - Давыдов, Владлен Семёнович — актёр[28].
  - Ильин, Владлен Алексеевич — государственный деятель[29].
  - Лившиц, Владлен Моисеевич — психолог и инженер-химик[30].
  - Логинов, Владлен Терентьевич — историк.
  - Мартынов, Владлен Аркадьевич — экономист.
  - Михайлов, Владлен Михайлович — советский генерал.
  - Паулус, Владлен Владимирович — актёр.
  - Тупикин, Владлен Александрович — журналист.
  - Христенко, Владлен Семёнович — советский и российский оперный певец, народный артист РФ.
  - Христенко, Игорь Владленович — советский и российский актёр и юморист.
  - Воронецкая, Татьяна Владленовна — продюсер, кинорежиссёр, киновед.
  - Николаев, Николай Владленович — тележурналист, телеведущий, репортёр, продюсер.
- Военмо́р — от сокращения словосочетания «военный моряк» (бытовавшее обозначение военнослужащих флота)[6].
- Вождь — от нарицательного существительного (см. Вождь)[2].
- Во́лга — от гидронима Волга[1].
- Волен(а) — от сокращения словосочетания «воля Ленина»[13].
- Волода́р — от фамилии революционера В. Володарского[6].
- Вольфра́м — от названия химического элемента вольфрам. Омограф древнегерманского имени Вольфрам (с ударением на первом слоге)[1]
- Воль, Во́ля — от нарицательного существительного (см. Воля)[2].
  - Артамонова, Воля Георгиевна — академик РАМН, доктор медицинских наук, профессор СЗГМУ им И. И. Мечникова
- Вольт — от физической единицы измерения (см. Вольт)[6].
- Ворс — от сокращения почётного звания «Ворошиловский стрелок»[12].
- Восьмарта — от восьмое марта (Международный женский день)[7].
- Восток — от названия одной из сторон света (см. Восток)[9].
- Всемир(а) — от сокращения идеологемы «всемирная революция»[7].
- Выдвиженец — от нарицательного существительного[9].

### Г
- Гайда́р — от фамилии писателя Аркадия Гайдара[6].
- Га́мма — от названия буквы греческого алфавита (см. Гамма)[9].
- Гариба́льди — от фамилии Джузеппе Гарибальди[7].
- Га́ррисон — от фамилии Уильяма Ллойда Гаррисона[6].
- Гвозди́ка — от названия цветка (см. Гвоздика), ставшего одним из революционных символов («красная гвоздика»)[2].
- Ге́йша — от нарицательного существительного (см. Гейша)[6].
- Гелиа́н — от др.-греч. Ἠέλιος (Helios) — солнце[6].
  - Прохоров, Гелиан Михайлович — советский и российский литературовед и филолог, специалист по древнерусской и византийской литературам.
- Ге́лий, Ге́лия — от названия химического элемента (см. Гелий)[6].
  - Аркадьев, Гелий Витальевич — мультипликатор.
  - Аронов, Гелий Ефимович — писатель.
  - Жеребцов, Гелий Александрович — радиофизик, доктор физико-математических наук.
  - Коржев, Гелий Михайлович — художник.
  - Рябов, Гелий Трофимович — писатель, сценарист.
  - Сысоев, Гелий Борисович — актёр.
  - Дугин, Александр Гельевич — философ, политический деятель.
- Ге́мма — от нарицательного существительного (см. Гемма)[6].
- Ге́ний, Ге́ния — от нарицательного существительного (см. Гений)[1].
  - Агеев, Гений Евгеньевич — 1-й заместитель председателя КГБ СССР.
- Геода́р — от соединения морфем «гео-» и «дар»[6].
- Георги́на — по названию цветка (см. Георгина)[1].
- Герб — от нарицательного существительного (см. Герб)[2].
- Герои́да — от нарицательного существительного[6].
- Геро́й — от нарицательного существительного[8].
- Гертру́д(а) — от «герой (героиня) труда». Появилось в 1920-е годы. Омонимично западноевропейскому женскому имени Гертруда[2].
- Гимала́й — от топонима Гималаи[1].
- Гипотену́за — от математического термина гипотенуза[1].
- Гласп — предположительно от «гласность печати»[2].
- Горн — от нарицательного существительного (см. Горн)[6].
- Грани́т — от названия минерала (см. Гранит)[2].
  - Антипин, Виктор Гранитович (1950—2004) — бывший геолог, известный таёжный отшельник.
- Грена́да — от топонима Гренада (см. Гранада)[6].
  - Мнацаканова, Гренада Николаевна — актриса.
- Грёза — от нарицательного существительного[6].

### Д
- Даздраперма — от сокращения лозунга «Да здравствует Первое мая!»[31].
- Далис — от сокращения лозунга «Да здравствуют Ленин и Сталин!»[12].
- Даль, Дали́на — от нарицательного существительного[6].
  - Орлов, Даль Константинович — кинокритик, ведущий программы «Кинопанорама».
- Да́львин(а)[6].
  - Щербаков, Дальвин Александрович — актёр театра на Таганке.
- Дальтон — от фамилии английского физика Джона Дальтона[6].
- Дами́р(а) — от лозунгов «Даёшь мировую революцию!», «Да здравствует мировая революция» или «Да здравствует мир».
  - Вятич-Бережных, Дамир Алексеевич — кинорежиссёр и сценарист.
- Дане́лия — от грузинской фамилии Данелия[6].
- Да́нциг — от названия вольного города Данцига, портовые рабочие которого по призыву агентов Коминтерна объявили забастовку во время советско-польской войны, сорвав отгрузку боеприпасов.
  - Балдаев, Данциг Сергеевич — криминолог и фольклорист.
- Дар — от нарицательного существительного[6].
- Да́рвин — от фамилии натуралиста Чарльза Дарвина[6].
- Дасдгэс — от сокращения лозунга «Да здравствуют строители ДнепроГЭСа!»[32].
- Дека́брий — от названия месяца декабрь[6].
- Декабри́н(а) — от названия месяца декабрь[2].
- Декабри́ст — от нарицательного существительного (см. Декабристы)[2].
- Делеор — от сокращения лозунгов «Дело Ленина — Октябрьская революция»[33]. По словам Сергея Каплана — от сокращения «Десять лет Октябрьской революции»[34].
  - Дёмкин, Делеор Андреевич — изобретатель[35].
  - Каплан, Сергей Делеорович — бард.
- Де́ли (жен.) — от топонима Дели[6].
- Деми́р(а) — от сокращения лозунга «Даёшь мировую революцию!»[7]
- Демокра́т — от нарицательного существительного[2].
  - Леонов, Демократ Владимирович — Герой Советского Союза[36].
- Джон — заимствованное английское имя
  - Гридунов, Джон Иванович — испытатель космической техники (назван от имени писателя Джона Рида[37]).
  - Мостославский, Джон Григорьевич — советский и российский коллекционер, основатель музея «Музыка и время».
  - Тер-Татевосян, Джон Гургенович — армянский советский композитор.
- Джонрид — от имени и фамилии Джона Рида.
  - Абдуллаханов, Джонрид — узбекский прозаик, поэт, журналист и драматург.
  - Ахмедов, Джонрид Назирович — публицист, учёный, педагог[38].
  - Сванидзе, Джонрид Александрович (1927—1990) — зять И. В. Сталина.
  - Оганесян, Иван Джонридович — актёр.
- Дзерж, Дзержинальд(а), Дзержинальдин(а) — по фамилии Ф. Э. Дзержинского[7].
  - Грушевский, Дзержинальд Фёдорович — советский актёр.
- Дзефа — от фамилии и имени Дзержинский, Феликс[7].
  - Маслова, Дзэфа Анисимовна — артистка оркестра.
- Диама́р(а) — от сокращения слов «диалектика» и «марксизм»[6].
- Ди́зель — от обиходного названия дизельного двигателя[1].
- Дин — от названия физической единицы измерения (см. Дина)[6].
- Динэр(а), Дитнэр(а) — от сокращения словосочетания «дитя новой эры»[13]. Имя Дитнэра упоминается в романе А. И. Солженицына «В круге первом»
- Догна́т-Перегна́т, Догна́тий-Перегна́тий — сложносоставное имя, образованное от лозунга «Догнать и перегнать». Известны имена близнецов Догнат и Перегнат[1][39].
- Дона́ра — от сокращения словосочетания «дочь народа»[1].
  - Мкртчян (Пилосян), Донара Николаевна — армянская советская актриса, супруга народного артиста СССР Фрунзе Мкртчяна.
- Донэра — от сокращения словосочетания «дочь новой эры»[13].
- Дотнара — от сокращения словосочетания «дочь трудового народа»[13].
  - Глазова, Дотнара Павловна — кандидат экономических наук, работает зам. директора Волгоградского филиала МНТК «Микрохирургия глаза», заслуженный экономист РФ[40].
- Дочь — от нарицательного существительного[2].
- Дрези́на — от нарицательного существительного (см. Дрезина)[1].
- Ду́ма — от нарицательного существительного (см. Дума)[6].
- Дэвис — от фамилии американской коммунистки Анджелы Дэвис[6].

### Е
- Евра́зия — от топонима Евразия[6].

### Ж
- Жан-Поль-Мара́т — сложносоставное имя; в честь деятеля Великой французской революции Ж. П. Марата. См. также Марат[1].
- Желдора — от сокращения понятия железная дорога[32].
- Жоре́с, Жоре́сса — от фамилии французского социалиста Жана Жореса[6].
  - Алфёров, Жорес Иванович — академик, лауреат Нобелевской премии по физике 2000 года.
  - Медведев, Жорес Александрович — писатель, диссидент и учёный-биолог.

### З
- Заклеймена — от слова «заклеймённый», из первой строки гимна «Интернационал»: «Вставай, проклятьем заклеймённый»[9].
- Замви́л — от сокращения словосочетания «заместитель В. И. Ленина»[12].
- За́пад — от названия одной из сторон света (см. Запад)[9].
- Заре́ма — сокращение от лозунга «За революцию мира»[1]. Заимствованное из русского, имя также известно в татарском языке[3]. Омонимично тюркскому имени Зарема (использованному А. С. Пушкиным в поэме «Бахчисарайский фонтан»).
- Зари́на, Зори́на — от нарицательного существительного (см. Заря)[6][1]. Имя сильно распространено на Северном Кавказе
- Заря́, Зо́ря — от нарицательного существительного (см. Заря)[2][6]. Заимствованное из русского, имя также известно в татарском языке[3].
- Звезда́, Звездари́на — от нарицательного существительного. Красная звезда — один из геральдических символов советской эпохи[2].
- Зоресла́в(а), Зорисла́в(а) — от слов «заря» и «слава». Образовано по традиционной модели славянских имён (ср. Владислава, Ярослава)[6].

### И
- Иде́й, Иде́я — от нарицательного существительного (см. Идея)[2].
  - Гаранина, Идея Николаевна — советский, российский режиссёр-мультипликатор и сценарист.
  - Макаревич, Идея Григорьевна — актриса Краснодарского государственного академического театра драмы, народная артистка России[41].
- Иди́ллия — от нарицательного существительного (см. Идиллия)[6].
- Идле́н(а) — от сокращения словосочетания «идеи Ленина»[13].
- Изаи́да — от сокращения словосочетания «иди за Ильичом, детка»[13].
- Изаиль, Изиль — от сокращения словосочетания «исполнитель заветов Ильича». Заимствованные из русского, имена также известны в татарском языке[3].
  - Заблудовский, Изиль Захарович
- Иззвил — от сокращения лозунга «Изучайте заветы Владимира Ильича Ленина»[13].
- Изили — то же, что Изаиль[13].
- Изо́льда — от словосочетания «изо льда»; дано девочке, родившейся во время зимовки полярников на Таймыре. Омонимично западноевропейскому имени Изольда[6].
- Изоте́рма — от физического термина (см. Изотерма)[6].
- Икки — от аббревиатуры ИККИ (Исполнительный комитет коммунистического интернационала)[13].
- И́мма[6].
- И́нда — от топонима Инд[6].
- Индустриа́н — от нарицательного существительного (см. Индустрия)[9].
- Инду́стрий — от нарицательного существительного (см. Индустрия).
  - Таланкин, Индустрий Васильевич (1927—2010) — советский и российский кинорежиссёр, сценарист, педагог.
- Индустри́на — от нарицательного существительного (см. Индустрия)[33].
- Интерна — от интернационал[2].
  - Абрамова, Интерна Петровна — советская актриса.
- Ио́лла[6].
- Ири́дий — от названия химического элемента (см. Иридий)[1].
  - Квасников, Иридий Александрович — физик, автор учебников[42].
- Ирты́ш — от топонима Иртыш[9].
- Иса́нна[6].
- И́скра — от нарицательного существительного. Появилось в 1920-е—1930-е годы. «Искра» — революционная газета, основанная Лениным[2].
  - Бабич, Искра Леонидовна — советская и российская сценаристка и режиссёр.
  - Искра Полякова — персонаж повести Бориса Васильева «Завтра была война».
- Истали́на — от имени и фамилии Иосиф Сталин. Появилось в 1920-е—1930-е годы[2].
- Истма́т — от сокращения названия научной дисциплины исторический материализм[13].
- Ию́лий, Ию́лия — от названия месяца июль[6]. Созвучны традиционным именам Юлий, Юлия.

### К
- Казбе́к — от топонима Казбек[1]. Известно также в татарском языке[3] и на Северном Кавказе
- Каи́р — от топонима Каир[1].
- Ка́лий — от названия химического элемента (см. Калий)[6].

Женское имя более старого происхождения, получило новую «модную» расшифровку в конце 30-х годов.
- Ка́ма — от топонима Кама[6].
- Каме́лия — от названия красивоцветущего растения (см. Камелия)[6].
- Капита́н — от нарицательного существительного (см. капитан). Фиксировалось в 1920—1930-е годы в Алтайском крае[2].
- Карандашииль — бурятское имя от искажённой фамилии революционера Каландаришвили[43]
- Кари́на — от названия Карского моря. Так назвали девочку, родившуюся во время первого (и последнего) плавания парохода «Челюскин» по Северному морскому пути (1933 год). Имя омонимично западноевропейскому Карина, а также созвучно восточному Каринэ и западноевропейскому Коринна[6].
- Карм, Ка́рмий — от сокращения названия Красная армия — вооружённых сил советской России[6].
- Ка́рмия — от сокращения названия Красная армия[6].
- Кид — от сокращения словосочетания «коммунистический идеал»[13].
- Ким(а) — от названия организации Коммунистический интернационал молодёжи[1]. Мужское имя Ким, заимствованное из русского, имя также известно в татарском языке[3].
  - Брейтбург, Ким Александрович — музыкант, продюсер.
  - Долгин, Ким Михайлович — режиссёр, сценарист[44].
  - Рыжов, Ким Иванович — поэт-песенник.
  - Тесаков, Ким Дмитриевич — композитор.
  - Цаголов, Ким Македонович — военный и государственный деятель, педагог, профессор.
  - Агузаров, Тамерлан Кимович — государственный деятель.
  - Бородина, Ксения Кимовна — телеведущая.
  - Каспаров, Гарри Кимович — экс-чемпион мира по шахматам.
  - Морозов, Евгений Кимович — рок-музыкант, вокалист группы «ДК».
  - Бежанов, Сергей Кимович — российский бизнесмен, доктор экономических наук.
- Кине́мм — от сокращения слова «кинематограф»[6].
- Кир — от сокращения названия Коммунистический интернационал[13]. Омонимично православному имени греческого происхождения Кир[1].
- Кири́на. Образовано по модели традиционных женских имён (ср. Ирина, Марина)[6].
- Кле́вер — от нарицательного существительного (см. Клевер)[7].
- Клуб — от нарицательного существительного (см. Клуб)[9].
- Коллонта́й — от фамилии партийного и государственного деятеля Александры Коллонтай[6].
- Колу́мбий — от названия химического элемента (его современное название — ниобий) или от фамилии мореплавателя Христофора Колумба[6].
- Колхи́да — от топонима Колхида[6].
- Команди́р — от нарицательного существительного (см. Командир). Фиксировалось в 1920-е—1930-е годы в Алтайском крае[2].
- Комба́йн — от нарицательного существительного (см. Комбайн)[1].
- Коминте́рн — от сокращённого названия Коммунистического интернационала[13].
- Комисса́ра — от нарицательного существительного (см. Комиссар)[6].
- Коммуна́р — от нарицательного существительного (см. Коммунар). Фиксировалось в 1920-е—1930-е годы[2].
- Коммунэлля[33]
- Коммунэр(а) — от сокращения словосочетания коммунистическая эра[33].
- Компа́рт — от сокращения словосочетания коммунистическая партия[9].
- Комсомо́л — от одного из названий ВЛКСМ, молодёжной коммунистической организации[2].
- Крармия — от сокращения названия Красная армия — вооружённых сил советской России[13].
- Краса́рм(а) — от названия Красная армия. Фиксировалось в 1920-е—1930-е годы[2].
  - Хамаганова, Красарма Тихоновна — артистка оркестра.
- Красноми́р(а) — фиксировалось в 1920-е—1930-е годы[2]. Образовано по модели славянских имён (ср. Любомира)[1].
- Красносла́в(а) — фиксировалось в 1920-е—1930-е годы[2]. Образовано по модели славянских имён (ср. Ярослав)[1].
- Кро́мвель — от фамилии лидера Английской революции Оливера Кромвеля[6]
- Кюри́ — от физической единицы измерения или от фамилии французских физиков (см. Кюри)[6].

### Л
- Лавансария — от топонима Лавенсаари[9].
- Лазури́та — от названия минерала (см. Лазурит)[6].
- Лаиля — от сокращения словосочетания «лампочка Ильича»[13].
- Ласт — от сокращения словосочетания «латышский стрелок» (см. Латышские стрелки)[12].
- Лауа́нна[6].
- Лева́нна — от сочетания имён родителей: Лев и Анна[6].
- Ледав — по первым слогам имени и отчества Троцкого — Лев Давидович[12].
- Ледат(а) — от Лев Давидович Троцкий[12].
- Ледруд(а) — от сокращения лозунга «Ленин — друг детей»[12].
- Лелюд(а) — от сокращения лозунга «Ленин любит детей»[12].
- Лемар(а), Лемарк — от сокращения фамилий Ленин и Маркс. Заимствованные из русского, имена также известны в татарском языке[3].
- Леми́р(а) — от сокращения словосочетания «Ленин и мировая революция»[1][12]. Заимствованное из русского, имя также известно в татарском языке[3].
- Ле́на — от топонима Лена[6]. Омонимично краткой форме некоторых традиционных православных имён (Елена, Леонида, Леонтина, Леонтия и др.)[1].
- Ленар(а) — от сокращения словосочетания «Ленинская армия». Заимствованные из русского, имена также известны в татарском языке[3].
- Ленгвард — от сокращения словосочетания «Ленинская гвардия» (см. Красная гвардия).
  - Филиппов, Ленгвард Дмитриевич — канд. физ.-мат. наук[45]
- Ленгерб — от сокращения словосочетания «ленинский герб»[12].
- Лениа́н(а) — от фамилии Ленин[6].
  - Кица, Лениан Петрович — советский политический деятель, первый заместитель Председателя Совета Министров Карельской АССР, руководитель Госплана Карельской АССР[46].
- Лениз(а) — от сокращения словосочетания «Ленинские заветы». Заимствованные из русского, имена также известны в татарском языке[3].

- Лени́н(а) — от фамилии Ленин. Фиксировалось в 1920-е—1930-е годы[2][1].
  - Варшавская, Ленина Моисеевна — военный фельдшер 40-го гвардейского миномётного полка, гвардии старшина медицинской службы; одна из ранее похороненных в военном мемориале на холме Тынисмяги в Таллине[47].
  - Паринова, Ленина Ивановна — доцент кафедры гистологии Донецкого медицинского университета.
- Лений — от фамилии Ленин.
  - Лений Иванович Циколенко — дизайнер Горьковского автозавода[48].
- Лениниа́на — от фамилии Ленин. Фиксировалось в 1920-е—1930-е годы[2].
- Ленинид(а) — от сокращения словосочетания «ленинские идеи»[16].
- Ленини́зм — от сокращения словосочетания «Ленин и знамя марксизма» (см. также Марксизм-ленинизм)[12].
- Ленинир(а) — от сокращения словосочетания «Ленин и революция»[12].
- Лениор(а) — от сокращения словосочетания «Ленин и Октябрьская революция»[12].
- Леннор(а), Ленор(а) — от сокращения лозунга «Ленин — наше оружие»[13].
  - Гинер, Евгений Леннорович — президент ПФК ЦСКА
- Ленслав(а) — от сокращения лозунга «Ленину Слава!»[49]
  - Тугаринов, Юрий Ленславович — советский и российский композитор.
- Ленуза — от сокращения словосочетания «Ленина-Ульянова заветы». Заимствованное из русского, имя также известно в татарском языке[3].
- Ленур(а) — от сокращения словосочетания «Ленин учредил революцию». Заимствованные из русского, имена также известны в татарском языке[3].
- Ленэ́р(а) — от сокращения словосочетания «ленинская эра»[7].
- Лео́лла[6].
- Леонги́на[6].
- Леорги́на[6].
- Лермо́нт — от фамилии М. Ю. Лермонтова[6].
  - Мурадян, Лермонт Ервандович — армянский советский режиссёр.
- Лестак — от сокращения лозунга «Ленин, Сталин, коммунизм!»[12]
- Либе́рт(а) — от фр. liberté, свобода. Созвучны с некоторыми заимствованными из западноевропейских языков именами (ср. Альберт, Роберта)[6].
- Лива́дий — от топонима Ливадия[6].
- Ли́га — от нарицательного существительного (см. Лига)[6].
- Ли́лия — по названию цветка (см. Лилия)[6][1].
- Ли́м(а) — от «Ленинский Интернационал Молодёжи», либо же от топонима Лима[6].
- Ли́ра, Лири́на — от нарицательного существительного (см. Лира); появилось в 1930-е годы[2][6].
- Лоза́нна — от топонима Лозанна[6].
- Ло́ра — от сокращения словосочетания «Ленин, Октябрьская революция»[7]. Омонимично известному в европейских языках имени Лора, являющегося формой имени Лаура.
- Лориэрик(а) — аббревиатура от словосочетания «Ленин, Октябрьская революция, индустриализация, электрификация, радиофикация и коммунизм»[12].
- Лунио — от сокращения лозунга «Ленин умер, но его идеи остались»[12].
- Луи́джи(а) — от сокращения лозунга «Ленин умер, но его идеи живы»[12]. Созвучно с итальянским именем Луиджи (итал. Luigi).
- Лунача́р(а) — от фамилии А. В. Луначарского[7].
- Льга — от усечения традиционного имени Ольга[6].
- Любисти́н(а) — от сокращения лозунга «люби истину»[8]. Впервые зафиксировано в 1926 году в Ленинграде[32].
- Любле́н(а) — от сокращения лозунга «люби Ленина»[13].
- Люксе́н(а) — от лат. lux, свет[6].
- Люце́рна — от нарицательного существительного (см. Люцерна)[7].

### М
- Магни́т — от нарицательного существительного (см. Магнит)[6].
- Маи́н(а) — от названия месяца май. Имя связано с праздником Первомая[1].
- Май — от названия месяца май. Имя связано с праздником Первомая[2][1].
  - Митурич-Хлебникова, Вера Маевна — художница.
- Майн(а) — от топонима Майн[6].
- Майсла́в(а), Майесла́в(а) — от названия месяца май и фонемы слава. Образовано по традиционной модели славянских имён (ср. Святослав, Ярослав)[6].
- Мара́т — от фамилии Ж. П. Марата[7]. Имя наиболее распространено у мусульманских народов бывшего СССР
- Марилен(а) — от сложения начальных букв фамилий Маркс и Ленин[7].
- Маркле́н(а) — от сложения начальных букв фамилий Маркс и Ленин[13].
- Маркс(а) — от фамилии Карла Маркса. Фиксировалось в 1920-е—1930-е годы[2][7].
  - Тартаковский, Маркс Самойлович — литератор и писатель.
  - Толкач, Маркс Михайлович — брат певца Бориса Моисеева.
- Маркса́на[9], Маркси́на — от фамилии Карла Маркса[2].
- Марксэн — от фамилий Маркс и Энгельс[13].
  - Гаухман-Свердлов, Марксэн Яковлевич — художник-постановщик.
- Марле́н(а) — от сложения начальных букв фамилий Маркс и Ленин[2]: Заимствованное из русского, имя также известно в татарском языке[3].
  - Пекарский, Марлен Иосифович — один из крупнейших специалистов по гемопоэзу.
  - Топчиян, Марлен Еновкович — учёный-механик, специалист в области детонации.
  - Хуциев, Марлен Мартынович — кинорежиссёр, сценарист, актёр, педагог.
  - Цхададзе, Марлен Шалвович — скульптор[50].
  - Шпиндлер, Марлен Павлович — художник-нонконформист.
  - Рахлина, Марлена Давидовна — поэт, переводчик.
- Марсельеза — в честь революционного гимна Франции.
  - Карпинчик, Марина (Марсельеза) Степановна — артистка оперы.
- Мартен — от обиходного названия мартеновской печи[8].
- Марэнленст — по первым буквам фамилий Маркс, Энгельс, Ленин, Сталин[12].
- Маузер — от марки оружия (см. Маузер)[33].
- Маэлс — по первым буквам фамилий Маркс, Энгельс, Ленин, Сталин. Фонетический вариант — Маэльс[13].
- Маэль — по первым буквам фамилий Маркс, Энгельс, Ленин[7].
- Маэн — по первым буквам фамилий Маркс, Энгельс.
- Маэнлест — по первым буквам фамилий Маркс, Энгельс, Ленин, Сталин[13].
- Медиа́на — от математического термина (см. Медиана)[1]
- Микро́н — от названия единицы измерения (см. Микрон)[6].
- Мили́ция — от названия советских органов поддержания правопорядка (см. Милиция)[33].
- Мино́р — от музыкального термина (см. Минор)[6].
- Мио́ль(я), Миоли́н(а) — от сокращения имён родителей: мужского имени Михаил и женского Ольга[1].
- Мирабо́ — в честь французского революционера Оноре Габриэля Рикети Мирабо
  - Утешев, Мирабо Хусаинович — академик Международной Тюркской Академии, доктор технических наук.
- Ми́рра — от сокращения идеологемы «Мировая революция»[1], известно и ранее.
- Мо́лот — от нарицательного существительного. Фиксировалось в 1920-е—1930-е годы. Известны имена братьев Серп и Молот (1930 год) — от советской геральдической эмблемы (см. Серп и молот)[2].
- Моноли́т — от нарицательного существительного (см. Монолит)[6].
- Мопр — от аббревиатуры МОПР (Международная организация помощи борцам революции)[6].
- Мо́ра — от фамилии Томаса Мора[7].
- Мотвил — от сокращения словосочетания «мы — от В. И. Ленина»[12].
- Мэ́л(а) — по первым буквам фамилий Маркс, Энгельс, Ленин[7].
- Мэлис (Мэлс) — сокращение от фамилий Маркс, Энгельс, Ленин и Сталин[7].
- Мэлор — аббревиатура от лозунгов «Маркс, Энгельс, Ленин, Октябрьская Революция»[2] или «Маркс, Энгельс, Ленин — организаторы революции»[13]. Заимствованное из русского, имя также известно в татарском языке[3].
  - Стуруа, Мэлор Георгиевич
- Мэлс — аббревиатура от фамилий Маркс, Энгельс, Ленин, Сталин[13].
  - Елеусизов, Мэлс Хамзаевич — политик[51].
  - Бестаев, Мэлс Васильевич — декан химико-технологического факультета СОГУ[52].
  - Бирюков, Мэлс (впоследствии Мэл) — главный герой фильма «Стиляги».
- Мэлсор(а) (Маркс, Энгельс, Ленин, Сталин, Октябрьская Революция)[53]; после развенчания культа личности Сталина буква «С» из имени «пропала»[53]
- Мюд(а), Мюнд(а) — от сокращения «Международный юношеский день»[6][13] (отмечался до 1945 года 1 сентября)
  - Мечев, Мюд Мариевич — российский художник-график.

### Н
- Наль — от имени главного героя поэмы В. А. Жуковского «Наль и Дамаянти» (фрагмент из «Махабхараты»)[6].
  - Злобин, Наль Степанович — доктор философских наук, профессор.
- Нанси́ — от топонима Нанси[6].
- Нарци́сс — от названия цветка (см. Нарцисс)[1].
- Нау́ка — от нарицательного существительного (см. Наука)[6].
- Национа́л — от сокращения слова интернационал[6].
- Нева́ — от топонима Нева[6].
- Нине́ль — от обратного прочтения фамилии Ленин[2]. Заимствованное из русского, имя также известно в татарском языке[3].
  - Борисова, Нинель Андреевна — невролог, доктор медицинских наук.
  - Кулагина, Нинель Сергеевна — женщина, которая, как утверждается, демонстрировала телекинез и другие аномальные способности, которые изучались в нескольких НИИ на протяжении более 20 лет.
  - Литвиненко, Нинель Анисимовна — декан факультета журналистики и философии УРАО, д. филол. н.[54]
  - Мышкова, Нинель Константиновна — актриса.
  - Подгорная, Нинель Ивановна — актриса.
  - Ткаченко, Нинель Александровна — оперная певица.
  - Шахова, Нинель Владимировна — журналистка.
  - Юлтыева, Нинель Даутовна — балерина, педагог, хореограф.
  - Даллакян, Нинель Сергеевна — армянская советская актриса.
- Нилатси — от обратного прочтения фамилии и буквы имени И. Сталин.
- Нови́та[2].
- Новоми́р(а) — от словосочетания «новый мир»[2]. Образовано по модели славянских имён (ср. Владимир)[1].
- Норд — от морского термина, которым обозначается север, северное направление (см. Норд)[6].
- Ноябри́н(а) — от названия месяца ноябрь; в честь Октябрьской революции[1].
  - Мордюкова, Ноябрина Викторовна (Нонна Мордюкова)
- Нурви́ль — от тат. нуры и рус. Владимир Ильич Ленин (в переводе — «свет Владимира Ильича Ленина»). Татарское имя[3].
- Нэр(а) — от сокращения словосочетания «новая эра». Заимствованное из русского, имя также известно в татарском языке[3].
- Нэ́тта — от термина нетто[6].

### О
- Овод — в честь главного героя одноименного революционно-романтического романа Э. Л. Войнич.
- Октиа́на[6].
- Октябрёнок — от нарицательного существительного (см. Октябрята).
  - Замосковный, Октябрёнок Петрович — автор книг по статистике[55][56][57]
- Октябри́н(а) — от названия месяца октябрь; в честь Октябрьской революции[2][1]. Женское имя Октябрина, заимствованное из русского, также известно в татарском языке[3].
  - Балабанов, Алексей Октябринович — кинорежиссёр, сценарист
  - Волкова, Октябрина Фёдоровна — санскритолог[58]
  - Ганичкина, Октябрина Алексеевна — автор книг по садоводству[59]
  - Потапова, Октябрина Михайловна — режиссёр мультфильмов[60]
- Октябри́ст — от нарицательного существительного (см. Октябристы)[61].
- Октя́брь — от названия месяца октябрь; в честь Октябрьской революции. Заимствованное из русского, имя также известно в татарском языке[3].
  - Цыплакова, Елена Октябревна (род. 1958) — советская и российская актриса театра и кино, режиссёр.
- Октября́т — в честь Октябрьской революции. Фиксировалось в 1920-е—1930-е годы в Алтайском крае[2].
- Олимпиада — от нарицательного существительного; имя было известно и прежде.
  - Иванова, Олимпиада Владимировна
  - Лабунская, Олимпиада Валентиновна — армянская советская актриса.
- Ом — от физической единицы измерения (см. Ом)[6].
- Оне́га — от топонима Онега[1].
- Ор — аббревиатура от Октябрьская революция[2].
- Орджони́ка — от фамилии Г. К. Орджоникидзе[6].
- Осоавиахи́м — от названия общественной организации ОСОАВИАХИМ[9].
- Оюшминальд(а), Оюшминальдин(а) — от сокращения «Отто Юльевич Шмидт на льдине». Появилось в 1930-е годы в связи с эпопеей по спасению челюскинцев. Также фиксировалось в 1960 году[2].
  - Один из персонажей повести бр. Вайнер (Аркадия и Георгия) «Завещание Колумба». Он представлялся так: «Я директор школы, меня зовут Оюшминальд Андреевич Бутов».

### П
- Папир — от сокращения словосочетания «партийная пирамида»[12]
- Париж — от топонима Париж[6].
- Партиза́н — от нарицательного существительного (см. Партизан)[2].
- Па́ртия — от нарицательного существительного (подразумевается КПСС)[6].
- Первома́йскперма — от названия праздника Первомая (официальное название в СССР — День международной солидарности трудящихся)[7].
- Пионе́р — от нарицательного существительного (см. Пионер). Фиксировалось в 1920-е—1930-е годы[2].
- Плака́та — от нарицательного существительного (см. Плакат). Фиксировалось в 1920-е—1930-е годы[2].
- Пла́мень — от нарицательного существительного[6].
- Пли́нта — от сокращения словосочетания «партия Ленина и народная трудовая армия»[12].
- Побе́да — от нарицательного существительного. Фиксировалось в 1930-е годы[2].
- Побиск — аббревиатура от «поколение борцов и строителей коммунизма»[13]
  - Кузнецов, Побиск Георгиевич
- Полес — от сокращения словосочетания «помни Ленина, Сталина»[12].
- Полиграф(а) — от термина полиграфия[8].
- По́л(ь)за — от сокращения словосочетания «помни ленинские заветы»[12].
- Порес — от сокращения словосочетания «помни решения съездов»[13].
- Портфе́ль — от нарицательного существительного (см. Портфель)[7].
- Правди́на — от нарицательного существительного (см. Правда)[2].
- Правле́н(а) — от сокращения словосочетания «правда Ленина»[12].
- Правлес — от сокращения словосочетания «правда Ленина, Сталина»[12].
- Празат — от рус. пролетариат и сокращения тат. азатлыгы (в переводе — «свобода пролетариата»). Татарское имя[3].
- Праздносвет(а) — от сокращения словосочетания «праздник советской власти»[9].
- Пролетку́льт(а) — от названия культурно-просветительской организации Пролеткульт[6].
- Пятьвчет — сокращение от лозунга «Пятилетку — в четыре года!», вероятно, вымышленное[13].
- Пьяна — от топонима Пьяна[9].

### Р
- Раве́ль — от фамилии французского композитора Мориса Равеля[6].
- Ра́да — от сокращения «рабочая демократия». Фиксировалось в 1920-е—1930-е годы[2]. Омонимично славянскому нецерковному имени Рада[1]. Заимствованное из русского, имя также известно в татарском языке[3].
- Радаме́с — от имени персонажа оперы Дж. Верди «Аида»[6].
- Радиа́на — от математического термина (см. Радиан)[1].
- Ра́дий — от названия химического элемента радий[1].
  - Бурулов, Радий Николаевич — мэр Элисты.
  - Илькаев, Радий Иванович — физик, академик.
  - Погодин, Радий Петрович — советский писатель, художник, поэт, сценарист.
  - Фиш, Радий Геннадиевич — литературовед.
  - Хабиров, Радий Фаритович — российский государственный деятель.
  - Юркин, Радий Петрович — молодогвардеец[62].
- Ра́дик — уменьшительная форма имён Радий и Раднэр (см.). Заимствованное из русского, в татарском языке стало самостоятельным именем[3].
- Радио́ла — от нарицательного существительного радио. Фиксировалось в первые годы Советской власти[2].
- Ради́ща — от фамилии А. Н. Радищева[6].
- Раднэр(а) — от сокращения лозунга «Радуйся новой эре!»[63][64].
  - Муратов, Раднэр Зинятович — советский актёр.
- Райтия — от сокращения словосочетания районная типография[1].
- Рамиль — от сокращения словосочетания «Рабочая милиция». Заимствованное из русского, имя также известно в татарском языке[3].
- Ранис — от слова «ранний» в значении первый ребёнок, или родившийся рано утром. Заимствованное из русского, имя также известно в татарском языке[3].
- Раннур — имя, образованное от мужского имени Ранис (см.) и женского Нурания. Татарское имя[3].
- Ре́в(а) — от Революция. Фиксировалось в 1920-е—1930-е годы. Известны имена девочек-близнецов Рева и Люция (см.)[2]. Мужское имя Рев, заимствованное из русского, также известно в татарском языке[3].
  - Мамашев, Рев Гумерович — заведующий аспирантурой Бийского технологического института[65].
- Реввола — от сокращения словосочетания «революционная волна»[7].
- Ревволь — от сокращения словосочетания «революционная воля»[7].
- Ревдар — от сокращения словосочетания «революционный дар». Заимствованное из русского, имя также известно в татарском языке[3].
- Ревдит — от сокращения словосочетания «революционное дитя»[7].
- Ревель — от топонима Ревель[6].
- Ревлит[2] — от словосочетания «революционная литература».
- Ревма́рк — от сокращения словосочетания «революционный марксизм»[13].
- Ревми́р(а) — от сокращения словосочетания «революция мировая»[2]. Мужское имя Ревмир, заимствованное из русского, также известно в татарском языке[3].
  - Соколова, Ревмира Львовна — советская актриса.
- Рево (мужское и женское имя) — от первых слогов слова «революция». Заимствованные из русского, имена также известны в татарском языке[3].
- Рево́ла, Рево́лла — от революция. Упоминается в стихотворении Александра Прокофьева[2][33].
- Рево́лий — от революция.
  - Суслов, Револий Михайлович — сын М. А. Суслова.
- Револьд(а) — от сокращения словосочетаний «революционное движение» или «революционное дитя»[12][33].
  - Барышников, Владимир Револьдович — художник[66].
- Револю́ция — от нарицательного существительного (см. Революция)[7].
- Реворг — от сокращения словосочетания «революционный организатор»[33].
- Ревпу́ть — от сокращения словосочетания «революционный путь»[7].
- Ре́м(а) — от сокращения словосочетания «революция мировая»[2]. Имена омонимичны дореволюционным церковным именам латинского происхождения Рем и Рема (см. в статье Ромул и Рем)[1]. Мужское имя Рем, заимствованное из русского, также известно в татарском языке[3].
  - Хохлов, Рем Викторович — советский физик, ректор Московского университета.
  - Вяхирев, Рем Иванович — бывший председатель Газпрома.
  - Мелентьев, Александр Реммович — советский стрелок из пистолета, олимпийский чемпион 1980.
- Ремизан — от сокращения словосочетания «революция мировая занялась»[1].
- Реми́р(а) — от сокращения словосочетания «революция мировая». Заимствованное из русского, имя также известно в татарском языке[3].
  - Лопаткин, Ремир Александрович — кандидат философских наук, доцент кафедры религиоведения РАГС[67].
- Ренас — от сокращения словосочетания «революция, наука, союз». Заимствованное из русского, имя также известно в татарском языке. Фонетический вариант татарского имени — Ринас[3].
- Рена́т(а) — от сокращения лозунга «Революция, наука, труд»[2]. Имена омонимичны дореволюционным церковным именам латинского происхождения Ренат и Рената[1]. Заимствованные из русского языка, имена активно употребляются у татар с 1930-х годов. Фонетический вариант татарского мужского имени — Ринат[3].
  - Акчурин, Ренат Сулейманович — кардиохирург, академик.
  - Кадыров, Ренат Рашитович — актёр.
  - Гареева, Рената Гегелевна — заместитель декана ФИТАУ Бийского технологического института[68].
  - Литвинова, Рената Муратовна — актриса, кинорежиссёр, телеведущая.
  - Ахметов, Ринат Леонидович — украинский предприниматель, миллиардер, самый богатый человек Украины, президент футбольного клуба «Шахтёр» Донецк.
  - Губайдуллин, Ринат Шайхуллович — депутат Государственной думы.
  - Дасаев, Ринат Файзрахманович — советский футболист.
  - Сафин, Ринат Ибрагимович — советский биатлонист.
  - Тазетдинов, Ринат Арифзянович — татарский актёр, народный артист РСФСР.
  - Адагамов, Рустем Ринатович — российский блогер.
- Ре́ний, Ре́ния — от названия химического элемента рений[6].
- Реоми́р(а) — от сокращения слова революция и мир[7].
- Реопо́льд — образовано по модели некоторых традиционных западноевропейских имён (ср. Леопольд)[6].
- Рес — от сокращения словосочетания «решения съездов»[12].
- Реф — от сокращения словосочетания «революционный фронт». Заимствованное из русского, имя также известно в татарском языке. Фонетический вариант татарского имени — Риф[3].
- Рефнур — от рус. революционный фронт и тат. нуры (в переводе — «свет революционного фронта»). Татарское имя; фонетический вариант — Рифнур[3].
- Рид(а), Ридольд(а) — от фамилии писателя Джона Рида[6].
  - Северова-Михайлова, Ридольда Григорьевна — советская актриса.
- Рикс — от сокращения словосочетания «Рабочих и крестьян союз»[2]:
  - Волков, Сергей Риксович — художник[69].
- Римида́лв — от обратного прочтения имени Владимир.
  - Погребной, Римидалв Иванович — проектировщик станций Московского метрополитена.
- Родва́рк — от сокращения словосочетания «родился в Арктике»[6].
- Рой — от фамилии индийского коммуниста Манабендры Роя
  - Медведев, Рой Александрович — советский писатель-историк и диссидент.
- Ромбле́н(а) — от сокращения словосочетания «рождён(ена) могущий(ая) быть ленинцем(кой)»[16].
- Росик — от сокращения названия «Российский исполнительный комитет»[13].
- Руби́н — от названия минерала (см. Рубин)[1].
- Руссо́ — от фамилии французского мыслителя Жан-Жака Руссо[6].
- Руте́ний — от названия химического элемента рутений[1].
- Рэм(а) — имя имеет три варианта расшифровки: от сокращения лозунга «Революция, электрификация, механизация»[7], «Революция, Энгельс, Маркс»[7] или «Революция, электрификация, мир»[13].
  - Белоусов, Рэм Александрович — советский экономист[70].
  - Петров, Рэм Викторович — российский иммунолог, академик РАН.
  - Робак, Александр Рэмович — российский актёр театра и кино, продюсер и кинорежиссёр.
  - Тягны-Рядно, Александр Рэмович — российский фотограф.
- Рэмо — от сокращения лозунгов «Революция, электрификация, мировой Октябрь»[7] или «Революция, электрификация, мобилизация»[71].
  - Казакова, Римма (Рэмо) Фёдоровна.

### С
- Сакма́ра — от топонима Сакмара[6].
- Сая́на — от топонима Саяны[6]. В основном встречается в Бурятии
- Свет — от нарицательного существительного (см. Свет)[2].
- Светослав(а) — от соединения слов «свет» и «слава». Образовано по традиционной модели славянских имён (ср. Святослав, Владислав)[6].
- Свобо́да — от нарицательного существительного (см. Свобода)[1].
- Севери́на — от названия одной из сторон света (см. Север). Образовано по традиционной модели женских личных имён[6]. Ранее известно имя Северин в украинском языке.
- Северя́н — от нарицательного существительного «северянин»[6].
- Севморпутин(а) — от сокращения понятия Северный морской путь. Фиксировалось в 1930-е—1940-е годы[2].
- Седьмо́е Ноября́ — сложносоставное имя; от обиходного названия праздника Октябрьской революции (см. День Великой Октябрьской социалистической революции)[7].
- Сентябри́н(а) — от названия месяца сентябрь[6].
- Серп — от нарицательного существительного. Фиксировалось в 1920-е—1930-е годы. Известны имена братьев Серп и Молот (1930 год) — от советской геральдической эмблемы (см. Серп и молот)[2].
- Серп-И-Молот — сложносоставное имя; от советской геральдической эмблемы (см. Серп и молот)[1].
- Сесталинка — сложносоставное имя; от словосочетания «сестра Сталина»[1].
- Силен(а) — от сокращения словосочетания «сила Ленина»[13].
- Сире́нь — от названия растения (см. Сирень)[1].
- Слави́на — от нарицательного существительного (см. Слава). Образовано по традиционной модели женских личных имён[6].
- Славчел(а) — от сокращения лозунга «Слава челюскинцам!»[13]
- Сове́т — от нарицательного существительного (см. Советы)[2].
- Солпред — от сокращения словосочетания Солженицын предатель[7].
- Социа́л(а), Социали́н(а) — от нарицательного существительного (см. Социализм)[33].
  - Матюкевич, Социала Иосифовна — белорусская советская актриса.
- Сою́за — от названия Советский Союз. Фиксировалось в 1920-е—1930-е годы[2].
- Спарта́к — от имени Спартака[7].
  - Беляев, Спартак Тимофеевич — доктор физико-математических наук, академик РАН.
  - Джеджелава, Спартак Иванович — футболист[72].
  - Мишулин, Спартак Васильевич — актёр.
  - Пляцковский, Михаил Спартакович — советский поэт-песенник.
  - Воронков, Дмитрий Спартакович — кинодраматург, кинорежиссёр, сценарист, исполнитель авторской песни[73].
- Спартакиа́да — от названия массовых спортивных соревнований, регулярно проводившихся в СССР (см. Спартакиада)[33].
- Стале́н(а) — от сокращения фамилий Сталин и Ленин[16].
  - Волков, Стален Никандрович — художник-постановщик.
- Сталенита — от сокращения фамилий Сталин и Ленин[33].
- Сталив — от сокращения фамилии и инициалов Сталин И. В.[33]
- Ста́лий — от нарицательного существительного (см. Сталь)[2].
  - Волошин, Александр Стальевич — российский политический деятель.
- Сталик — от фамилии И. В. Сталина[7].
  - Сталик Ханкишиев (род. 1962) — псевдоним известного кулинара, писателя и фотографа.
- Сталиа́на — от фамилии И. В. Сталина.
- Стали́на — от фамилии И. В. Сталина[7].
  - Абрамова, Сталина Иосифовна — советская актриса.
  - Азаматова, Сталина Азимовна — советская и таджикская артистка балета и кино.
  - Рубинова, Сталина Михайловна — украинская и канадская художница по берёсте[74][75][76].
- Сталинолен(а)
  - Качный Александр Сталиноленович[укр.] — народный депутат Украины, бывший председатель Киевского областного совета
- Сталь (женск.) — от нарицательного существительного (см. Сталь). Фиксировалось в 1930-е годы[2].
- Статор — от сокращения словосочетания «Сталин торжествует»[12].
- Стаха́н — в честь шахтёра Алексея Стаханова, основоположника стахановского движения.
  - Рахимов, Стахан Мамаджанович — советский и российский эстрадный певец.
- Столи́ца — от нарицательного существительного (см. Столица). Фиксировалось в 1920-е—1930-е годы[2].

### Т
- Тайги́на — от нарицательного существительного (см. Тайга)[2].
- Тайна — от нарицательного существительного[6].
- Таклес, Таклис — от сокращения словосочетания «тактика Ленина и Сталина»[13][12].
- Тали́на — от нарицательного существительного[6].
- Танки́ст — от нарицательного существительного (см. Танкист). Фиксировалось в 1920-е—1930-е годы в Алтайском крае[2].
- Те́льман — по фамилии Эрнста Тельмана. Имя известно в татарском языке, используется с 1930-х годов[3].
  - Исмаилов, Тельман Марданович— предприниматель.
  - Гдлян, Тельман Хоренович — следователь по особо важным делам, участник демократического движения России.
- Тельми́на — от фамилии Эрнста Тельмана[6].
- Ти́кси (жен.) — от топонима Тикси[6].
- Това́рищ — от нарицательного существительного (см. Товарищ). Фиксировалось в 1920-е—1930-е годы в Алтайском крае[2].
- Товарищтай — -тай — окончание, которое используют в тувинском и бурятском языках[77].
  - Ондар, Товарищтай Чадамбаевич — тувинский скульптор.
  - Ховалыг, Владислав Товарищтайович — российский политик.
- Томик — от сокращения словосочетания «торжествуют марксизм и коммунизм»[12].
- Томил(а) — от сокращения словосочетания «торжество Маркса и Ленина»[13].
- Торе́з — по фамилии французского коммуниста Мориса Тореза[6].
  - Кулумбегов, Торез Георгиевич — председатель Верховного Совета Республики Южная Осетия
- То́рий, То́рия — от названия химического элемента торий[6].
- То́чка — от нарицательного существительного[9].
- Травиа́та — от названия оперы Дж. Верди «Травиата»[9].
- Тра́ктор, Трактори́н(а) — от нарицательного существительного (см. Трактор). Фиксировалось в первые годы советской власти. Имя связано с выпуском первого отечественного трактора (1923 год)[2].
- Трибу́н — от нарицательного существительного (см. Трибун)[6].
- Трик, Триком — расшифровываются как «три „К“» («три „ком“»): Комсомол, Коминтерн, Коммунизм[12].
- Тролебузин(а) — от сокращения фамилий Троцкий, Ленин, Бухарин, Зиновьев.
- Тролезин(а) — от сокращения фамилий Троцкий, Ленин, Зиновьев[12].
- Тролен(а) — от сокращения фамилий Троцкий, Ленин[12].
- Трудоми́р(а) — от соединения фонем «труд» и «мир». Образовано по традиционной модели славянских имён (ср. Владимир, Велимир)[6].
- Ту́ллий — от древнеримского родового имени Туллий (пример: Марк Туллий Цицерон)[6].
- Турби́на — от нарицательного существительного (см. Турбина). Фиксировалось в 1920-е годы[2].

### У
- Ура́л — от топонима Урал. Фиксировалось в 1920-е годы[2].
  - Султанов, Урал Назибович — заслуженный лётчик-испытатель Российской Федерации
- Усла́да — от нарицательного существительного[6].
- Успепя — от сокращения словосочетания «успехи первых пятилеток»[13].

### Ф
- Феврали́н(а) — от названия месяца февраль[6].
- Феликса́на — женское от мужского имени Феликс (до Октябрьской революции использовалось каноническое имя Феликса)[6][1].
- Феони́на[6].
- Филаде́льфия — от топонима Филадельфия[6].
- Флоре́нция — от топонима Флоренция[6].
  - Агеенко, Флоренция Леонидовна — советский и российский филолог
- Фридэн — сокращенно Фридрих + Энгельс[6].
- Фру́нзе — от фамилии М. В. Фрунзе[7].
  - Довлатян, Фрунзе Вахинакович — народный артист СССР, режиссёр.
  - Довлатян, Михаил Фрунзевич — режиссёр.
  - Еланян, Фрунзе Михайлович — армянский советский артист оперы.
  - Мкртчян, Фрунзе Мушегович — народный артист СССР.
- Фэд — по инициалам Ф. Э. Дзержинского[12]. Более известно как марка фотоаппаратов.
  - Сахновский, Игорь Фэдович — писатель, сценарист.

### Х
- Хризанте́ма — от названия цветка (см. Хризантема)[6].

### Ц
- Цас — аббревиатура от центральный аптечный склад. Фиксировалось в 1920-е—1930-е годы[2].
- Цве́та — от нарицательного существительного (см. Цвет)[6].

### Ч
- Ча́ра — от нарицательного существительного[6].
- Челнальд(а), Челнальдин(а) — от сокращения словосочетания «„Челюскин“ (или челюскинцы) на льдине»[13].
- Черказ — от сокращения названия «червонное казачество»[12].
- Чили́на — от названия государства Чили[6].

### Ш
- Шмидт — от фамилии исследователя Арктики О. Ю. Шмидта[6].

### Э
- Эви́р (Эпоха войн и революций)
  - Боксимер, Эвир Аврамович (р. 1937) — действительный член Академии электротехнических наук РФ, почётный гражданин Мордовии[78]. О значении его имени пишет его племянница[79].
- Эдил (женск.) — аббревиатура от словосочетания «эта девочка имени Ленина»[7].
  - Ольшевский, Эдил Михайлович — режиссёр.
- Э́дисон — от фамилии американского изобретателя Томаса Эдисона[6].
  - Денисов, Эдисон Васильевич — композитор, музыковед, общественный деятель.
- Эле́ктрик — от названия профессии (см. Электрик). Фиксировалось в 1920-е—1930-е годы[2].
- Электрина, Электра — от нарицательного существительного (см. Электричество). Имя связано с планом ГОЭЛРО[33].
  - Далматова-Федоренко, Элла (Электра) Николаевна — советская актриса.
- Электроленин(а) — от сокращения слова электричество и фамилии Ленин. Имя связано с планом ГОЭЛРО[33].
- Электромир(а) — от сокращения словосочетания «электрический мир». Имя связано с планом ГОЭЛРО. Образовано по модели славянских имён (ср. Владимир)[33].
- Электро́н — от названия элементарной частицы (см. Электрон)[2].
- Электрофика́ция — от нарицательного существительного (имя связано с планами по электрификации России, см. ГОЭЛРО; в отличие от слова-прототипа, имя пишется через «о»)[8].
- Элем — Энгельс, Ленин, Маркс[80]
  - Климов, Элем Германович
- Элита — от нарицательного существительного (см. Элита)[8].
- Эль — по названию буквы кириллицы (см. Л)[6].
- Эльбру́с — от топонима Эльбрус[9].
- Эльвида[6].
- Эльма́р(а) — от сокращения фамилий Энгельс, Ленин, Маркс. Заимствованные из русского, имена также известны в татарском языке. Фонетические варианты татарских имён — Ильмар(а)[3]
- Э́льфа — от названия мифологических персонажей (см. Эльфы)[6].
- Энгеле́н(а), Энгле́н(а) — от сокращения словосочетания «Энгельс и Ленин». Фиксировалось в 1920-е—1930-е годы[2][6].
- Э́нгель, Э́нгельс, Энгельси́на — от фамилии Фридриха Энгельса. Фиксировались в 1920-е—1930-е годы[2][6]. Женское имя Энгельсина, заимствованное из русского, также известно в татарском языке[3].
  - Чешкова, Энгельсина Сергеевна (она же Геля Маркизова) — историк-востоковед.
- Энеи́да — от названия античного эпоса «Энеида»[6].
- Эне́ргий, Эне́ргия — от нарицательного существительного (см. Энергия)[6].
- Эрг — от названия физической единицы измерения (см. Эрг)[6].
  - Кикодзе, Евгения Эрговна — искусствовед, куратор, арт-критик.
- Э́рий, Э́ра — от нарицательного существительного (см. Эра)[6][1].
  - Зиганшина, Эра Гарафовна — актриса театра и кино.
  - Куденко, Эра Сосниковна — педагог телевидения.
  - Кузнецова, Эра Васильевна — лингвист.
- Эрисла́в(а) — от соединения фонем «эра» и «слава». Образовано по традиционной модели славянских имён (ср. Владислав, Вячеслав)[6].
- Эрко́м(а) — от сокращения словосочетания «эра коммунизма»[7].
- Эрле́н(а), Эрленд — от сокращения словосочетания «эра Ленина»[12].
  - Блехштейн, Эрленд Лазаревич — хормейстер.
  - Первышин, Эрлен Кирикович — один из министров СССР.
- Эфи́ра — от названия класса химических соединений (см. Эфир)[6].

### Ю
- Юбиле́й — от нарицательного существительного (см. Юбилей). Имя связано с празднованием десятилетия Октябрьской революции в 1927 году[33].
- Юм — от фамилии шотландского философа Дэвида Юма[6].
- Юмани́та — созвучно с названием французской коммунистической газеты «Юманите»[2].
- Юнир(а) — от сокращения словосочетания «юный(ая) революционер(ка)». Заимствованное из русского, имя также известно в татарском языке[3].
- Юнком(а) — от сокращения словосочетания «юный(ая) коммунар(ка)» или ''юный(ая) коммунист(ка)''[13].
- Ю́нна — от нарицательного существительного (см. Юность)[6].
  - Мориц, Юнна Петровна — русская советская поэтесса.
- Юновла́д(а) — от соединения морфем «юн-» (ср. юность) и «влад» (ср. владеть). Образовано по модели славянских имён (Добровлад(а), Духовлад(а), Душевлад(а))[6].
- Юнпион(а) — от сокращения словосочетания «юный(ая) пионер(ка)».
  - Юнпион Аполлонович Пушкарёв — фронтовик, поэт[81].

### Я
- Яатей(я) — от сокращения словосочетания «я — атеист(ка)»[9].
- Яросла́вна — от отчества героини «Слова о полку Игореве» Евфросинии Ярославны (см. Ярославна; традиционным женским именем к Ярослав было Ярослава)[6].
- Ясленик(а), Яслик(а) — от сокращения словосочетания «я — с Лениным и Крупской»[13][12].